# Mount Rhodes
Mount Rhodes är ett berg i Antarktis. Det ligger i Östantarktis. Australien gör anspråk på området. Toppen på Mount Rhodes är 547 meter över havet.
Terrängen runt Mount Rhodes är platt söderut, men norrut är den kuperad. Trakten är obefolkad. Det finns inga samhällen i närheten. 